# Resolució 1749 del Consell de Seguretat de les Nacions Unides
La Resolució 1749 del Consell de Seguretat de les Nacions Unides fou adoptada per unanimitat el 28 de març de 2007.

## Detalls
Acollint amb beneplàcit els esdeveniments positius a Ruanda i al llarg de la regió dels Grans Llacs d'Àfrica, el Consell de Seguretat va rescindir avui una disposició que exigeix als Estats que notifiquin al Comitè del mandat del Consell de totes les exportacions d'armes a la nació africana, una mesura imposada fa 12 anys a la estela del tràgic genocidi ruandès.
Actuant en virtut del capítol VII de la Carta de les Nacions Unides, el Consell de Seguretat va aprovar per unanimitat la resolució 1749 (2007), que va decidir resoldre immediatament les mesures establertes originalment en el paràgraf 11 de la resolució 1011 (1995), que obligava els Estats a notificar totes les exportacions dels seus territoris armes o material relacionat a Rwanda davant el Comitè establert per la resolució 918 (1994), i que el Govern de Ruanda marqui i registri i notifiqui al Comitè totes les importacions que realitzi d'armes i material relacionat.
Amb la resolució, el Consell va acollir amb beneplàcit els esdeveniments positius a Ruanda i la regió dels Grans Llacs, en particular la signatura d'aquest Pacte sobre la Seguretat, l'Estabilitat i el Desenvolupament a la regió dels Grans Llacs a la Segona Cimera de la Conferència Internacional sobre la regió dels Grans Llacs.
Encoratjant als signants que ratifiquin el Pacte tan aviat com sigui possible i preveuen la seva ràpida aplicació, el Consell de Seguretat va reiterar la seva crida als Estats de la regió per aprofundir més en la seva cooperació amb vista a consolidar la pau i va subratllar la necessitat d'aquests Estats per garantir que les armes i el material relacionat que se'ls lliuri no es desviï ni s'utilitzin per grups armats il·legals.